# 大花杜鹃
大花杜鹃（学名：Rhododendron megalanthum）为杜鹃花科杜鹃花属下的一个种。

## 扩展阅读
- 維基物種上的相關：大花杜鹃